# Sant Julià de Cerdanyola
Sant Julià de Cerdanyola (espagnol : San Julián de Cerdañola) est une commune d'Espagne dans la communauté autonome de Catalogne, province de Barcelone, de la comarque de Berguedà